# Naives-en-Blois
Naives-en-Blois település Franciaországban, Meuse megyében. Lakosainak száma 156 fő (2022. január 1.). Naives-en-Blois Bovée-sur-Barboure, Broussey-en-Blois, Méligny-le-Grand, Ménil-la-Horgne és Void-Vacon községekkel határos.

## Népesség
A település népességének változása:
| Lakosok száma | 141  | 94   | 91   | 151  | 171  | 160  | 151  | 144  | 148  | 156  |
|               | 1968 | 1982 | 1990 | 2006 | 2013 | 2015 | 2017 | 2019 | 2020 | 2022 |